# 亨利衫

三種不同的衣衫，第二款式即為亨利衫

亨利衫（英文：Henley Shirt）是一種無領上衣，胸前是一排約二至六顆鈕扣的半開襟設計，使領口成Y字形，看起來像無領的Polo衫。原先是英國泰晤士河畔亨利（Henley-on-Thames）一帶的划船員制服，因而得名。亨利衫大多歸類為男性穿著，近來也有為女性而設計的亨利衫。

## 變化
除了無領與半開襟的特徵，亨利衫在布料、衣袖、顏色和設計都存在變化。雖然亨利衫可以由多種材料製成，但最受歡迎的是棉或人造纖維等透氣材質，秋冬季節的亨利衫則改用較能禦寒的厚質布料。衣袖可以從短袖、七分袖至長袖，依季節而有所改變。顏色方面則更為豐富，雖然素色是主流設計，但領邊和袖邊的顏色變化可以製造對比，而且越來越多的亨利衫仿效T恤或Polo衫，加入條紋、徽章標誌、圖案或文字，其他設計如胸前口袋或袖口反折、鈕扣變化亦不少見。

## 流行趨勢
亨利衫在1990年代開始流行起來，可能是對傳統Polo衫或T恤的一種改良。無領設計使其較Polo衫涼快舒適，胸前的鈕扣也比一般T恤更容易穿脫，亦可在需要時提供更多的通風空間。此外簡單的亨利衫也容易與其他褲子或外衣搭配，通常被當作休閒服飾與牛仔褲、卡其褲及百慕達褲一起穿著。